# Acropole
Pour les articles homonymes, voir Acropole (homonymie).

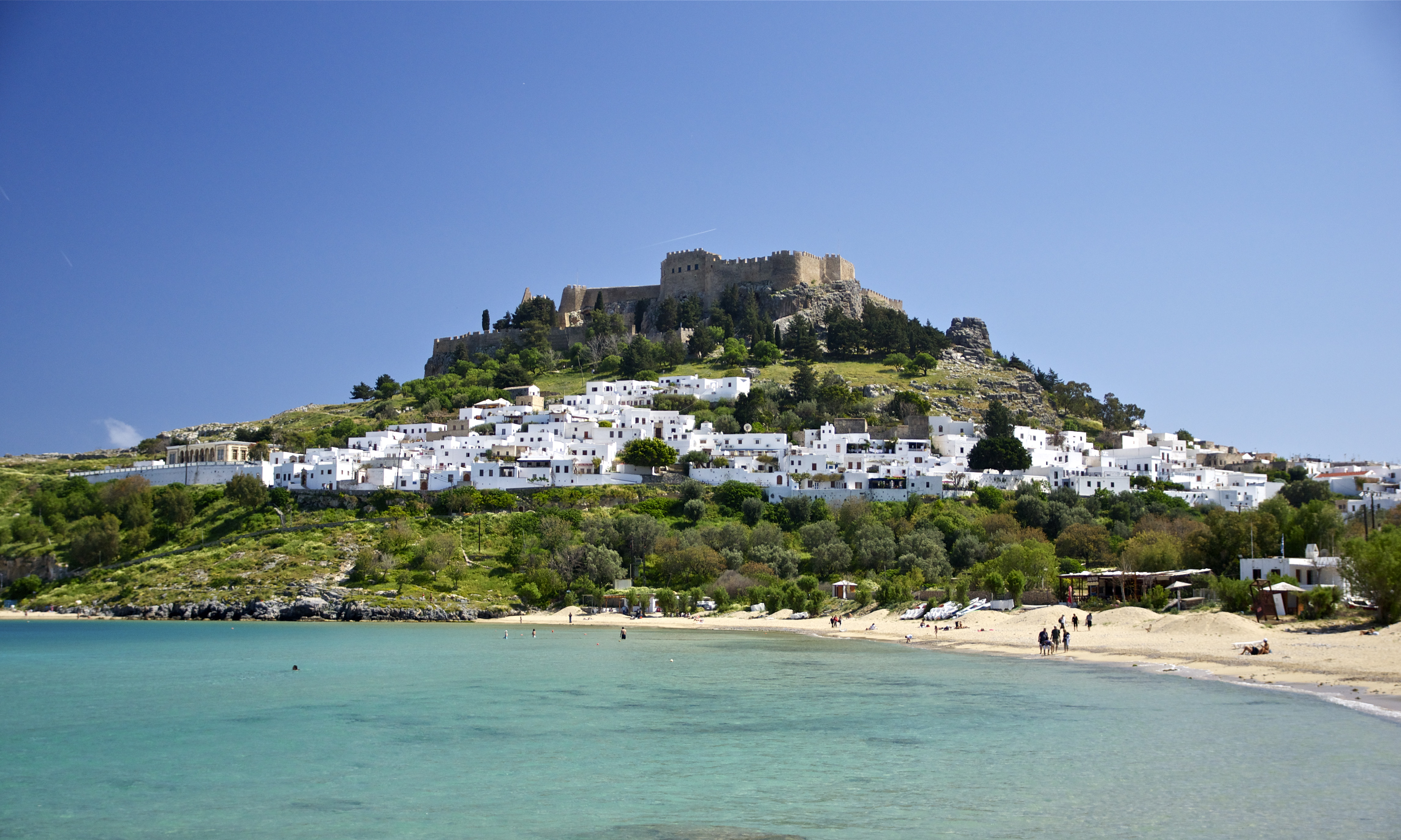
Acropole de Lindos, Rhodes, Greece

L'acropole (du grec ancien : ἀκρόπολις / akrópolis, signifiant « ville haute ») est un terme qui désigne initialement une citadelle construite sur la partie la plus élevée et la mieux défendue d'une cité de la Grèce antique, servant de refuge ultime aux populations lors des attaques. Il vient de l’adjectif ἄκρος / ákros, « élevé », et du nom πόλις / pólis, « cité », signifiant ainsi « point le plus haut de la ville ». L'acropole contient aussi les temples dédiés aux dieux principaux de la ville. Par extension, ce terme est désormais employé pour désigner la partie haute d'une ville, sans qu'il y ait nécessairement un lien avec des fortifications ou des sanctuaires.
Les acropoles ont parfois des noms originaux, comme la Cadmée à Thèbes ou l'Acrocorinthe à Corinthe.

## Acropole d'Athènes

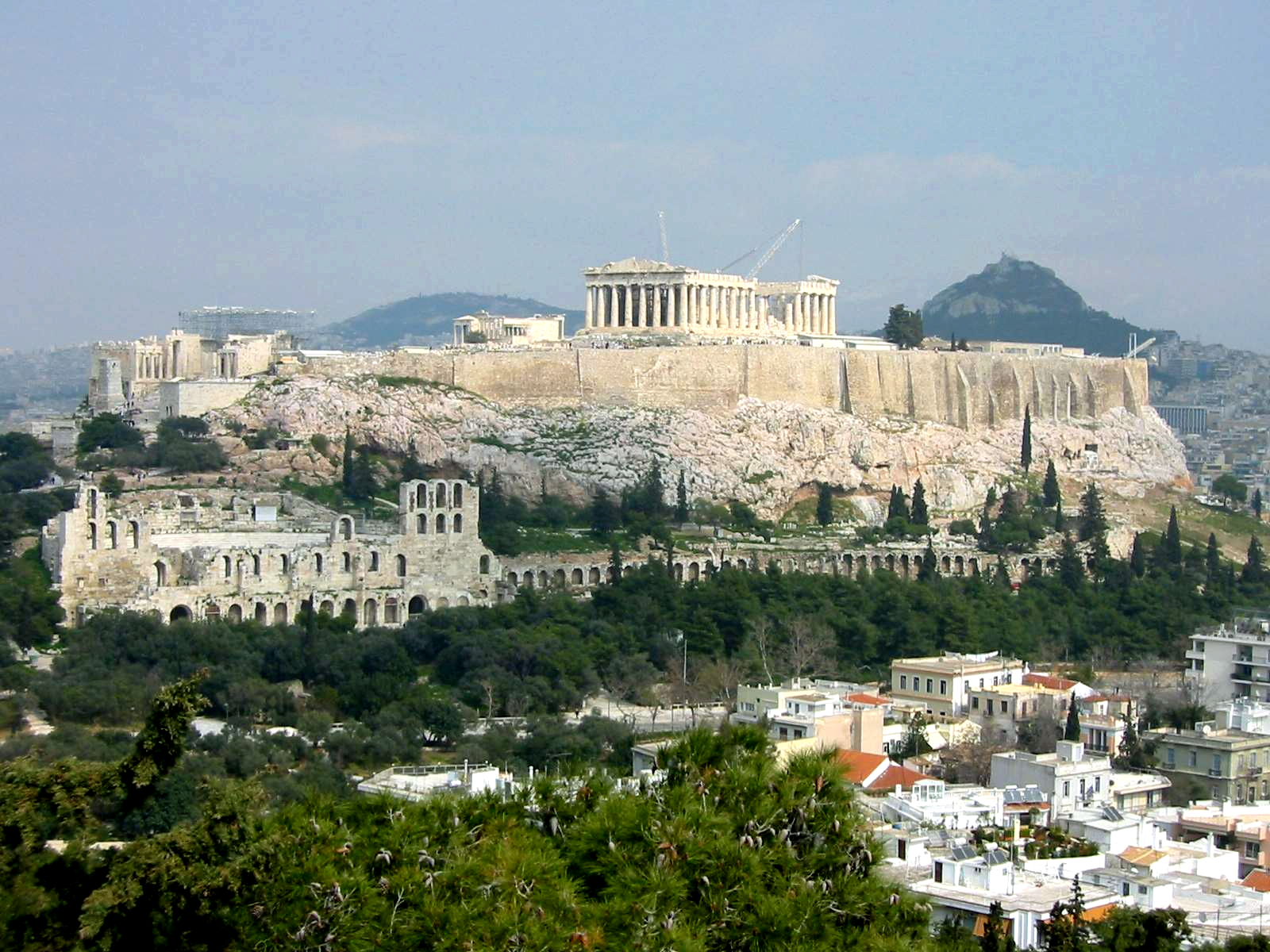
Acropole d'Athènes.

L'acropole d'Athènes se situe sur une colline de 156 m de hauteur dans la capitale grecque. Plusieurs monuments datant du Ve siècle av. J.-C. se trouvent au sommet tels que le Parthénon, le temple d'Athéna Niké et l'Érechthéion. Ces derniers étaient destinés à certains dieux de la mythologie grecque. Ces chefs-d’œuvre architecturaux ont survécu aux guerres et aux catastrophes naturelles.

## Autres acropoles connues
- Amathonte
- Árgos : deux acropoles (Larissa et Aspis)
- Corinthe : Acrocorinthe
- Larissa : colline de Froúrio
- Lindos
- Nauplie : Acronauplie
- Pergame : deux acropoles (acropole basse et acropole haute)
- Rhodes : acropole de Rhodes
- Thasos
- Thèbes : Cadmée